# Musikhögskolan i Piteå

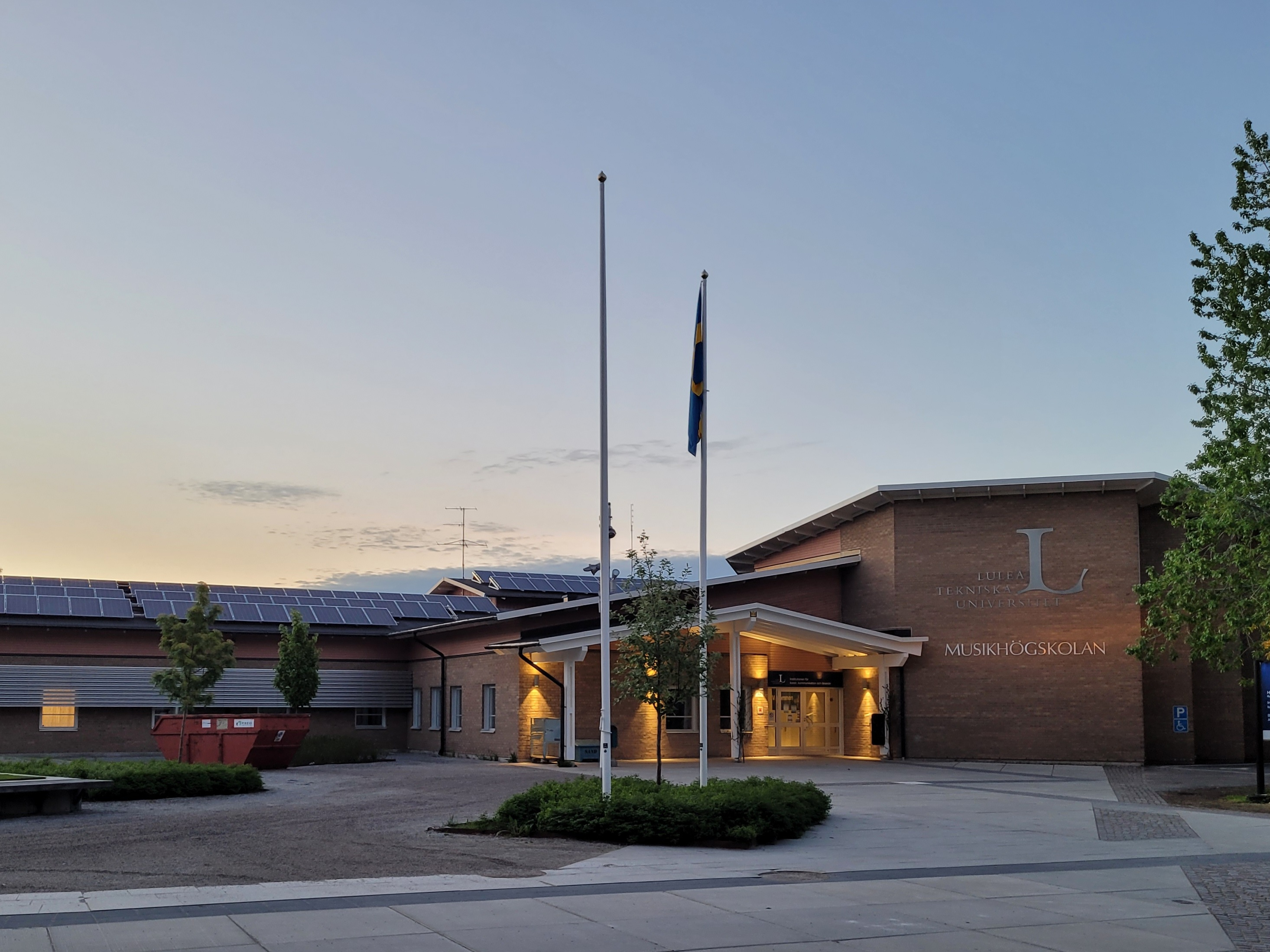
Huvudentrén

Musikhögskolan i Piteå är en del av Luleå tekniska universitet och här ges utbildning och bedrivs forskning inom musik och medier i Piteå. Skolan grundades 1978 och är en av Sveriges sex statliga musikhögskolor.
Musikhögskolan i Piteå grundades som en vidareutveckling av musikverksamheten vid Framnäs folkhögskola. Organisatoriskt är den sedan starten en del av nuvarande Luleå tekniska universitet. Hit förlades efterhand alltmer verksamhet inom ljudteknik och media- och kommunikationsvetenskap. På grund av detta bytte institutionen 2006 namn till Institutionen för musik och medier. Utbildningen i Piteå bedrivs numer under Avdelningen för musik, medier och teater som sorterar under Institutionen för ekonomi, teknik, konst och samhälle. Journalistutbildningarna i Piteå är nedlagda sedan vårterminen 2022.
Idag ges följande utbildningar på universitetsområdet i Piteå: tvärkonstnärlig scenproduktion, kompositör, kyrkomusiker (organist), studiomusiker, klassisk musiker, jazzmusiker, rockmusiker, musikproduktion och ljudtekniker. Därutöver finns det en forskningsavdelning med doktorandutbildning inom institutionens ämnesområden. De sista musiklärarstudenterna påbörjade sin utbildning hösten 2020. På området finns sedan 2003 även företagsbyn Acusticum med bland annat konserthus.
Några av professorerna inom musikområdet är Sverker Jullander, kompositören Jan Sandström, organisten Gary Verkade samt dirigenterna Petter Sundkvist och Erik Westberg – samtliga professorer inom musikalisk gestaltning.